# Morgan Jones (1830–1894)
Morgan Jones (ur. 26 lutego 1830 w Londynie w Wielkiej Brytanii, zm. 13 lipca 1894 w Nowym Jorku) – amerykański polityk, członek Partii Demokratycznej.

## Działalność polityczna
W okresie od 4 marca 1865 do 3 marca 1867 przez jedną kadencję był przedstawicielem 4. okręgu wyborczego w stanie Nowy Jork w Izbie Reprezentantów Stanów Zjednoczonych.